# Élection présidentielle guatémaltèque de 1916

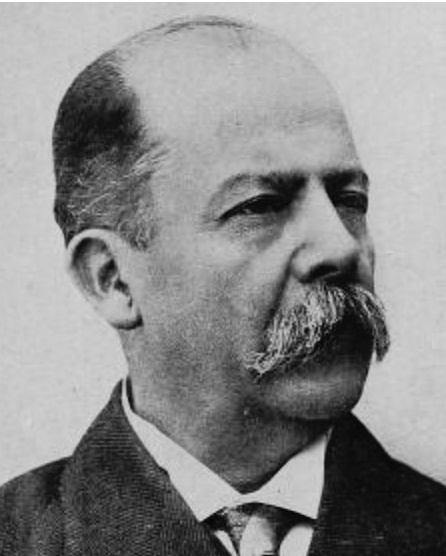
Manuel José Estrada Cabera candidat à l’élection présidentielle, et réélu président

Une élection présidentielle s'est tenue au Guatemala le 17 janvier 1916. Manuel Estrada est réélu président. 

## Résultat
| Candidat                  | Parti                     | Votes   | %   |
| ------------------------- | ------------------------- | ------- | --- |
| Manuel Estrada            | Parti libéral             | 551 145 | 100 |
| Votes blancs et invalides | Votes blancs et invalides |         | -   |
| Total                     | Total                     | 551 145 | 100 |